# Васильев, Владимир Фёдорович
Граф Влади́мир Фёдорович Васи́льев (1782 — 6 мая 1839, Москва) — племянник министра финансов Алексея Ивановича Васильева, зять временщика Ивана Кутайсова, в 1820—1823 гг. тульский губернатор.

## Биография
Сын подполковника Фёдора Ивановича Васильева (1750—1798). 18 августа 1807 года, после смерти дяди А. И. Васильева унаследовал его графский титул.
Начал службу в 1799 году в коллегии иностранных дел и при британском посольстве. В 1802 году в чине коллежского асессора поступил в Кавалергардский полк в звании поручика. В 1805 году был произведён в штаб-ротмистры. В 1806 году перевёлся в Псковский драгунский полк и отправился в действующую армию. Состоял при Беннигсене, в качестве курьера привёз в Санкт-Петербург весть о битве при Пултуске как о победе. Вновь перевёлся в кавалергарды, в 1807 был произведён в ротмистры, а в 1808 году вышел в отставку в звании полковника.
В чине коллежского советника устроился в петербургскую полицию, затем был назначен полицмейстером Санкт-Петербурга. Пользовался особым доверием и расположением цесаревича Константина Павловича. Сохранился ряд писем от цесаревича Васильеву, которые писались в ходе заграничного похода русской армии. В них Константин Павлович с полной откровенностью высказывался о происходивших событиях, нередко давая нелестные отзывы о различных деятелях эпохи. Позднее, однако, в отношениях цесаревича и Васильева наступило охлаждение.
В 1816 году Владимир Васильев был произведён в генерал-майоры и назначен командиром 2-й бригады 1-й гусарской дивизии.
С 1 февраля 1820 по 16 апреля 1823 года Владимир Васильев был губернатором Тульской губернии в чине действительного статского советника. В 1823 году был отстранён от должности по причине психического расстройства, продолжавшегося до конца жизни.
Жил в Москве, где и скончался 6 мая 1839 года на 55 году жизни. Был похоронен на Ваганьковском кладбище; могила не сохранилась.

## Семья
С 1805 года был женат на графине Марии Ивановне Кутайсовой (1787—1870), фрейлине двора (1799), дочери павловского любимца. Дети воспитывались в лучших русских и европейских традициях. В 1800 году из-за политических соображений к юной графини Кутайсовой сватался Платон Зубов. Отцу невесты было лестно «сродниться с такою знатною фамилиею», и он ходатайствовал перед Павлом I. На что якобы император сказал о желании Зубова «породниться с Кутайсовым», что это — «единственная разумная идея в его жизни». По отзыву современника, графиня была женщина «премилая, умная и почтенная, много разговаривала и со всеми была любезна». Похоронена на Ваганьковсков кладбище в Москве. Дети:
- Софья (1807—1844), с 1830 года замужем за Иваном Алексеевичем Пушкиным (1804—1875).
- Алексей (1808—1895), офицер лейб-гвардии Гусарского полка; сослуживец М. Ю. Лермонтова, знакомый Пушкина и Вяземского. С его смертью графский род Васильевых в мужском колене прекратился.
- Анна (24.05.1809—1868), крестница А. П. Галахова[2], замужем за Николаем Федоровичем Рахмановым (1798—1831), служил в л.-гв. Гусарском полку.
- Елизавета (1812—1902)